# Neuromelia
Neuromelia är ett släkte av fjärilar. Neuromelia ingår i familjen mätare.
Kladogram enligt Catalogue of Life:
| Neuromelia | \| \| Neuromelia selectata \| \| \| \| \| \| Neuromelia sericea \| \| \| \| |
|            | \| \| Neuromelia selectata \| \| \| \| \| \| Neuromelia sericea \| \| \| \| |
|            | Neuromelia selectata                                                        |
|            |                                                                             |
|            | Neuromelia sericea                                                          |
|            |                                                                             |